# Sebou
Sebou er en flod i Marokko. Den er 458 km lang og har en gennemsnitlig vandføring på 137 m³/s. Den har sit udspring  i Mellematlas, passerer byen Fès og løber ud i Atlanterhavet ved Mehdia. Havnebyen Kénitra ligger 16 km oppe ad floden. Sebou leverer vand til kunstvanding i den frugtbare region Gharb-Chrarda-Béni Hssen. Ouargha er en af bifloderne.
34°15′47″N 6°40′42″V / 34.263033°N 6.6784°V